# Limaya longitarsis
Limaya longitarsis är en tvåvingeart som beskrevs av Lars Zakarias Brundin 1966. Limaya longitarsis ingår i släktet Limaya och familjen fjädermyggor. Inga underarter finns listade i Catalogue of Life.